# Christian Nützel
Christian Nützel (* 29. Dezember 1881 in Guttenberg bei Kulmbach; † 7. Februar 1942 in Helmbrechts) war ein deutscher Lehrer und Volksliedsammler.

## Leben und Werk
Christian Nützel wurde am 29. Dezember 1881 in Guttenberg bei Kulmbach geboren. Seine Eltern Johann Leonhard und dessen zweite Ehefrau Sophie betrieben Landwirtschaft und das Gasthaus Zur Goldenen Rose. Nach Schulbesuch und Ausbildung an der Königlichen Lehrerbildungsanstalt in Bayreuth führte ihn seine berufliche Karriere über Guttenberg, Gelbsreuth bei Hollfeld in der Fränkischen Schweiz, Unterweißenbach bei Helmbrechts. Ab 1910 war er als Lehrer und schließlich Schulleiter an der Volksschule Helmbrechts tätig. Dort starb er am 7. Februar 1942 an einem Leberleiden.
Bereits 1910 wurde Christian Nützel Chorleiter des Helmbrechtser Männerchors. Ein Teil des Chors nahm 1935 beim Volkslieder-Preissingen in Kulmbach teil, wo ein zweiter Platz errungen wurde.
Die Volksliedsammlung entstand in den Jahren seit 1921. Sein großes Verdienst ist es, bei seinen Aufzeichnungen keine Vorauswahl getroffen zu haben. So bietet sein Sammelgut das tatsächlich vorhandene Spektrum des populären Liedgutes. Schon zu seinen Lebzeiten wurde die Fachwelt aufmerksam auf die Sammlung, 50 Lieder daraus wurden als Band 34 der Reihe Landschaftliche Volkslieder veröffentlicht. 1939 übergab Nützel sein gesamtes Material dem Deutschen Volksliedarchiv in Freiburg: 757 Lieder, 418 Vierzeiler-Strophen, 101 Kinderlieder und 86 Abzählreime.

## Veröffentlichungen
- Volkslieder aus der Bayerischen Ostmark (= Landschaftliche Volkslieder 34). Kassel 1938.